# Nans-sous-Sainte-Anne
Nans-sous-Sainte-Anne – miejscowość i gmina we Francji, w regionie Burgundia-Franche-Comté, w departamencie Doubs.
Według danych na rok 1990 gminę zamieszkiwały 142 osoby, a gęstość zaludnienia wynosiła 16 osób/km² (wśród 1786 gmin Franche-Comté Nans-sous-Sainte-Anne plasuje się na 601. miejscu pod względem liczby ludności, natomiast pod względem powierzchni na miejscu 504.).